# Spodoptera canior
Spodoptera canior är en fjärilsart som beskrevs av Embrik Strand 1916. Spodoptera canior ingår i släktet Spodoptera och familjen nattflyn. Inga underarter finns listade i Catalogue of Life.